# Голлі-Гіллс (Колорадо)
Голлі-Гіллс (англ. Holly Hills) — переписна місцевість (CDP) в США, в окрузі Арапаго штату Колорадо. Населення — 2683 особи (2020).

## Географія
Голлі-Гіллс розташоване за координатами 39°40′4″ пн. ш. 104°55′18″ зх. д. / 39.66778° пн. ш. 104.92167° зх. д. (39.667789, -104.921752).  За даними Бюро перепису населення США в 2010 році переписна місцевість мала площу 1,49 км², уся площа — суходіл.

## Демографія
Згідно з переписом 2010 року, у переписній місцевості мешкала 2521 особа в 1017 домогосподарствах у складі 691 родини. Густота населення становила 1696 осіб/км².  Було 1048 помешкань (705/км²).
Расовий склад населення:
| - 90,8 % — білих - 2,7 % — азіатів - 2,4 % — чорних або афроамериканців - 0,4 % — корінних американців - 0,2 % — вихідців з тихоокеанських островів - 1,3 % — осіб інших рас |

До двох чи більше рас належало 2,3 %. Частка іспаномовних становила 6,3 % від усіх жителів.
За віковим діапазоном населення розподілялося таким чином: 20,3 % — особи молодші 18 років, 62,0 % — особи у віці 18—64 років, 17,7 % — особи у віці 65 років та старші. Медіана віку мешканця становила 45,8 року. На 100 осіб жіночої статі у переписній місцевості припадало 91,7 чоловіків;  на 100 жінок у віці від 18 років та старших — 87,1 чоловіків також старших 18 років.
Середній дохід на одне домашнє господарство  становив 118 731 долар США (медіана — 106 944), а середній дохід на одну сім'ю — 132 965 доларів (медіана — 119 861). Медіана доходів становила 90 341 долар для чоловіків та 57 361 долар для жінок. За межею бідності перебувало 5,4 % осіб, у тому числі 1,7 % дітей у віці до 18 років та 6,6 % осіб у віці 65 років та старших.
Цивільне працевлаштоване населення становило 1468 осіб. Основні галузі зайнятості: науковці, спеціалісти, менеджери — 27,0 %, освіта, охорона здоров'я та соціальна допомога — 23,2 %, фінанси, страхування та нерухомість — 12,1 %, інформація — 6,4 %.